# Nikon AF-S DX Nikkor 35mm f/1.8 G
Nikon AF-S DX Nikkor 35mm f/1.8G je objektiv s fiksno goriščnico, ki so ga pri podjetju Nikon izdelali za uporabo na digitalnih aparatih DX formata. 35 mm na formatu DX je zaradi faktorja povečave 1,54 približno enak standardnemu objektivu 50 mm na formatu 135 film.

## Opis
Nikon je objektiv prvič predstavil 9. februarja 2009, izdelan pa je bil posebej za aparate DX formata in ima vgrajen motorček za samodejno ostrenje. Tako objektiv ostri tudi na fotoaparatih, ki nimajo vgrajenega lastnega motorčka (modeli Nikon D40, Nikon D40X, Nikon D60, Nikon D3000 ter Nikon D5000). Oznaka G označuje verzijo Nikon objektivov, ki nimajo več obroča za nastavljanje zaslonke.